# Panazol
Panazol är en kommun i departementet Haute-Vienne i regionen Nouvelle-Aquitaine i västra Frankrike. Kommunen ligger i kantonen Limoges-Panazol som tillhör arrondissementet Limoges. År 2022 hade Panazol 11 207 invånare.

## Befolkningsutveckling
Antalet invånare i kommunen Panazol
| Referens: INSEE |